# Philoxenos Mattias Nayis

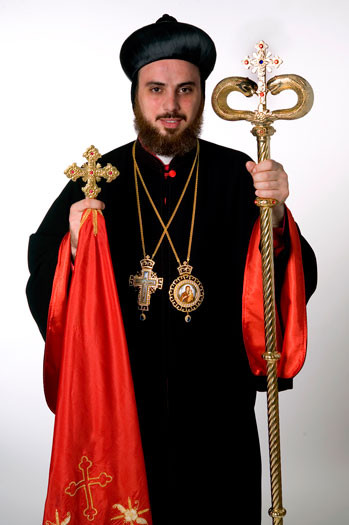
Mor Philoxenos Mattias Nayis

Mor Philoxenos Mattias Nayis (* 24. Januar 1977 in Stockholm) ist der amtierende Metropolit der syrisch-orthodoxen Kirche in Deutschland mit Sitz im Kloster St. Jakob von Sarug in Warburg.
Er wurde am 9. Dezember 2012 durch Patriarch Ignatius Zakka I. Iwas in sein Amt eingeführt.

## Leben
Bereits im Kindesalter zeigte Mattias ein großes Interesse an Religion, Kirche und den Erzählungen der Gemeindeältesten. Religionsschulen mit regelmäßig angebotenem Unterricht waren zu dieser Zeit noch nicht etabliert. Als er im Alter von zwölf Jahren durch den Gemeindepfarrer schließlich vom Priesterseminar Mor Gabriel Kloster im türkischen Turabdin hörte, war es sein Wunsch, studieren zu können. Er erfuhr drei Jahre später vom Priesterseminar in Damaskus, konnte aber erst im Alter von 17 Jahren die Erlaubnis seiner Eltern einholen, dort ein Studium aufzunehmen.
Nach Beendigung eines vierjährigen Studiums 1996 wechselte er in den Lehrstand und unterrichtete fortan im Priesterseminar Mor Ephrem, das im selben Jahr offiziell den Betrieb in neuen Räumlichkeiten in Maʿarrat Saydnaya bei Damaskus aufnahm. Am 17. Mai 1998 wurde er zum Mönch geweiht und zwei Jahre darauf, am 20. Februar 2000, zum Priester ordiniert. Im September desselben Jahres folgte die Ernennung zum stellvertretenden Leiter des Priesterseminars. Von 2004 bis 2007 nahm er die Funktion des Leiters des Priesterseminars ein, unterbrochen in 2006 durch ein mehrmonatiges Theologiestudium am Ridley Hall College in Cambridge.
Mit der Bischofsweihe durch Patriarch Ignatius Zakka I. Iwas am 7. Januar 2007 in der Kathedrale St. Petrus und Paulus im syrischen Saidnaya wurde er zum Assistenten des Patriarchen ernannt und vertrat den Patriarchen weltweit in kirchlichen Angelegenheiten. So nahm er im Mai 2008 an einer Konferenz im Vatikan teil und war auch an der Lambeth Conference 2008 beteiligt. Er besuchte zusammen mit sieben weiteren Bischöfen die Parlamente in London und Wales, ist Vertreter der Syrisch-Orthodoxen Kirche im gemeinsamen Ausschuss mit der Koptisch-Orthodoxen Kirche und der Armenisch-Orthodoxen Kirche. Seit 2010 ist er zudem Vorsitzender der Direktoren der Hochschulen im Nahen Osten.
Neben ihm ist Erzbischof Mor Julius Hanna Aydın, sein Vorgänger im Amt des syrisch-orthodoxen Metropoliten in Deutschland, für die Belange der syrisch-orthodoxen Kirche in den Bereichen Ökumene und Politik von seinem Hauptsitz in Delmenhorst aus zuständig.

## Aufgaben und Wirken
- Allgemeine karitative und gemeinnützige Aktivitäten im kirchlichen Umfeld
- Koordinierte Bibelstunden und Jugendgottesdienste
- Vortragsreihen zu Themenbereichen wie Glaube, Religion, Kirche, Theologie, Kultur, Jugend, Familie sowie verwandten Materien
- Vernetzungsveranstaltungen mit kirchlich-religiösem Bezug für Jugendliche, Kinder und/oder Familien
- Ausflüge zu Pilgerstätten, Wallfahrten und Besuche von sakralen Orten
- Heiligen-, Gedenk- sowie Andachtveranstaltungen in kirchlich-klösterlicher Umgebung
- Allgemeines Engagement und Unterstützung für das Kloster St. Jakob von Sarug

Durch Mor Nayis wurde am 2. März 2013 der Jugendverband SOKAD-Jugend im Rahmen eines bundesweiten Jugendtages gegründet. Ziel ist es, den Austausch zwischen Kindern, Jugendlichen und Erwachsenen zu fördern und eine „Bekräftigung und Festigung einer langfristigen sowie nachhaltigen Bindung der Jugend an die Kirche“. Mit der SOKAD-Jugend soll „in erster Linie christliche Spiritualität sowie kirchenbezogene Religiosität“ in Verbindung gebracht werden. Mehrmals jährlich finden hierzu Veranstaltungen statt wie der „Convention Day“, Vortragsreihen, Fahrten und Familienfeste, die durch die Repräsentanten des Verbandes in einem Ausschuss vorab diskutiert und festgelegt werden.